# ISO 3166-2:DM

Mapa administrativního členění státu Dominické společenství (Dominika)

Kódy ISO 3166-2 pro Dominiku identifikují 10 farností (stav v roce 2015; anglicky  parish, francouzsky paroisse). První část (DM) je mezinárodní kód pro Dominiku, druhá část sestává ze dvou čísel identifikujících franost.

## Seznam kódů
```
DM-02 Saint Andrew
DM-03 Saint David
DM-04 Saint George
DM-05 Saint John
DM-06 Saint Joseph
DM-07 Saint Luke
DM-08 Saint Mark
DM-09 Saint Patrick
DM-10 Saint Paul
DM-11 Saint Peter
```